# SunStroke Project
SunStroke Project is een Moldavische muziekgroep gevormd door Sergei Yalovitsky (zanger), Anton Ragoza (violist) en Sergey Stepanov (saxofonist). Volgens Facebook heeft de groep echter vier leden: Anton Ragoza, Sergey Stepanov, Sergei Yalovitsky en Aleksei Myslickii.
De groep vertegenwoordigde samen met Olia Tira Moldavië op het Eurovisiesongfestival 2010 in de Noorse hoofdstad Oslo met het Engelstalige nummer Run away. Ze werden tweeëntwintigste in de finale met 27 punten. In 2017 vaardigde Moldavië de groep opnieuw af dit keer met meer succes. In Oekraïne haalden ze met het nummer Hey Mamma met 374 punten de derde plaats in de finale. Dit was en is tot op heden de hoogste notering die Moldavië op het festival heeft bereikt.

## Epic Sax Guy
De saxofonist Sergey Stepanov, ook wel Epic Sax Guy, is zeer populair geworden op sites zoals YouTube en Facebook door het Eurovisiesongfestival 2010.

## Discografie

### Singles
| Single met eventuele hitnotering(en) in de Nederlandse Top 40 | Datum van verschijnen | Datum van binnenkomst | Hoogste positie | Aantal weken | Opmerkingen                                                        |
| ------------------------------------------------------------- | --------------------- | --------------------- | --------------- | ------------ | ------------------------------------------------------------------ |
| Hey mamma                                                     | 2017                  | -                     |                 |              | Inzending Eurovisiesongfestival 2017 / Nr. 70 in de Single Top 100 |

2005: Zdob și Zdub · 
2006: Arsenium & Natalia Gordienko · 
2007: Natalia Barbu · 
2008: Geta Burlacu · 
2009: Nelly Ciobanu · 
2010: SunStroke Project & Olia Tira · 
2011: Zdob și Zdub · 
2012: Pasha Parfeny · 
2013: Aliona Moon · 
2014: Cristina Scarlat · 
2015: Edoeard Romanjoeta · 
2016: Lidia Isac · 
2017: SunStroke Project · 
2018: DoReDoS · 
2019: Anna Odobescu · 
2021: Natalia Gordienko · 
2022: Zdob și Zdub & Frații Advahov · 
2023: Pasha Parfeny · 
2024: Natalia Barbu